# Вельяк
Вельяк — деревня в Порховском районе Псковской области России. Входит в состав Полонской волости.

## География
Деревня находится в восточной части Псковской области, в зоне хвойно-широколиственных лесов, на правом берегу реки Левая Тишинка, к востоку от автодороги 58К-018, на расстоянии примерно 17 километров (по прямой) к юго-востоку от города Порхова, административного центра района.

### Климат
Климат характеризуется как умеренно континентальный, влажный, с умеренно мягкой зимой и относительно тёплым летом. Среднегодовая температура — 4,4 °C. Средняя многолетняя температура самого холодного месяца (января) составляет −8 °С, средняя температура самого тёплого (июля) — 17,3 °С. Период активной вегетации растений (с температурой выше 10°С) составляет 130 дней Среднегодовое количество осадков — около 725 мм, из которых 70 % выпадает в тёплый период. Снежный покров держится около 125—130 дней.

### Часовой пояс
Деревня Вельяк, как и вся Псковская область, находится в часовой зоне МСК (московское время). Смещение применяемого времени относительно UTC составляет +3:00.

## Население
| 2001 | 2002 | 2010 |
| ---- | ---- | ---- |
| 9    | ↗11  | ↘3   |

В писцовых книгах 1498 года сказано, что в Вельяке был один двор и два работника.
По "Ревизским сказкам о численности крестьян в разных деревнях Порховского уезда" (ГАПО Ф.58, оп.1, дело 1686, л. 88 об. - 97) в деревне Вельяк на 23 июля 1850 года проживало 33 семьи (98 лиц мужского пола, 109 лиц женского пола), всего - 207 жителей.
Согласно списка населенных мест Порховского уезда (1872-1877 годов) в деревне Вельяк Максаковоборовской волости числилось 40 дворов и 240 жителей (115 лиц мужского и 125 женского пола).
В 1896 году в деревне Вельяк Тишинской волости числилось 57 дворов и 291 житель (142 лиц мужского и 149 женского пола).
В 1910 году согласно клировой ведомости церкви Святителя и Чудотворца Николая Тишинского погоста Порховского уезда, в деревне Вельяк числилось 47 дворов и 363 жителя (170 лиц мужского и 193 женского пола).
Согласно результатам переписи 2002 года, в национальной структуре населения русские составляли 82 %. 
Согласно данным Всероссийской переписи 2020 года (на 1 октября 2021 г.) численность постоянного населения деревни Вельяк - 4 человека.

## История
Впервые Вельяк упоминается в писцовых книгах 1498 года. В них сказано, что там был один двор и два работника, на 7,5 десятин земли высевалось 42 пуда ржи и косили 30 копен сена. Деревни Волышово, Лисье и Вельяк в 1498 году находились в поместье Захара Беспятых и трех его сыновей.
18 апреля 1931 года в д. Вельяк был организован колхоз «Трудовая пчела», который просуществует до 18 августа 1950 года. О его создании и первых самых трудных годах жизни была написана книга: А. Попов «На большевистском пути. Колхоз «Трудовая пчела» Порховского района» («Ленпартиздат», г. Ленинград, 1933г.). 
В 20-х числах июля 1941 года д. Вельяк была оккупирована немецко-фашистскими войсками. Освобождена частями Красной Армии 25 февраля 1944 года.
В д. Вельяк в 1945 году родилась Миронова Тамара Тимофеевна - "Заслуженный экономист Российской Федерации" (Указ Президента РФ № 933 от 30 июля 1999 года).